# Římskokatolická farnost Petrovice u Sušice
Římskokatolická farnost Petrovice u Sušice je územním společenstvím římských katolíků v rámci sušicko-nepomuckého vikariátu českobudějovické diecéze.

## O farnosti

### Historie
Plebánie v Petrovicích je prvně připomínána v roce 1366. Farní kostel byl původně součástí místního hradu, který zde vystavěli k ochraně hranice Wittelsbachové. Roku 1721 byl kostel barokně upraven. Další úpravy proběhly v letech 1888–1891.

### Současnost
Farnost je administrována excurrendo ze Sušice.
| Kostel                   | Místo              | Bohoslužba | Bohoslužba | Poznámka     |
| ------------------------ | ------------------ | ---------- | ---------- | ------------ |
| Kostel sv. Petra a Pavla | Petrovice u Sušice | neděle     | 10.30      | farní kostel |

## Fotogalerie

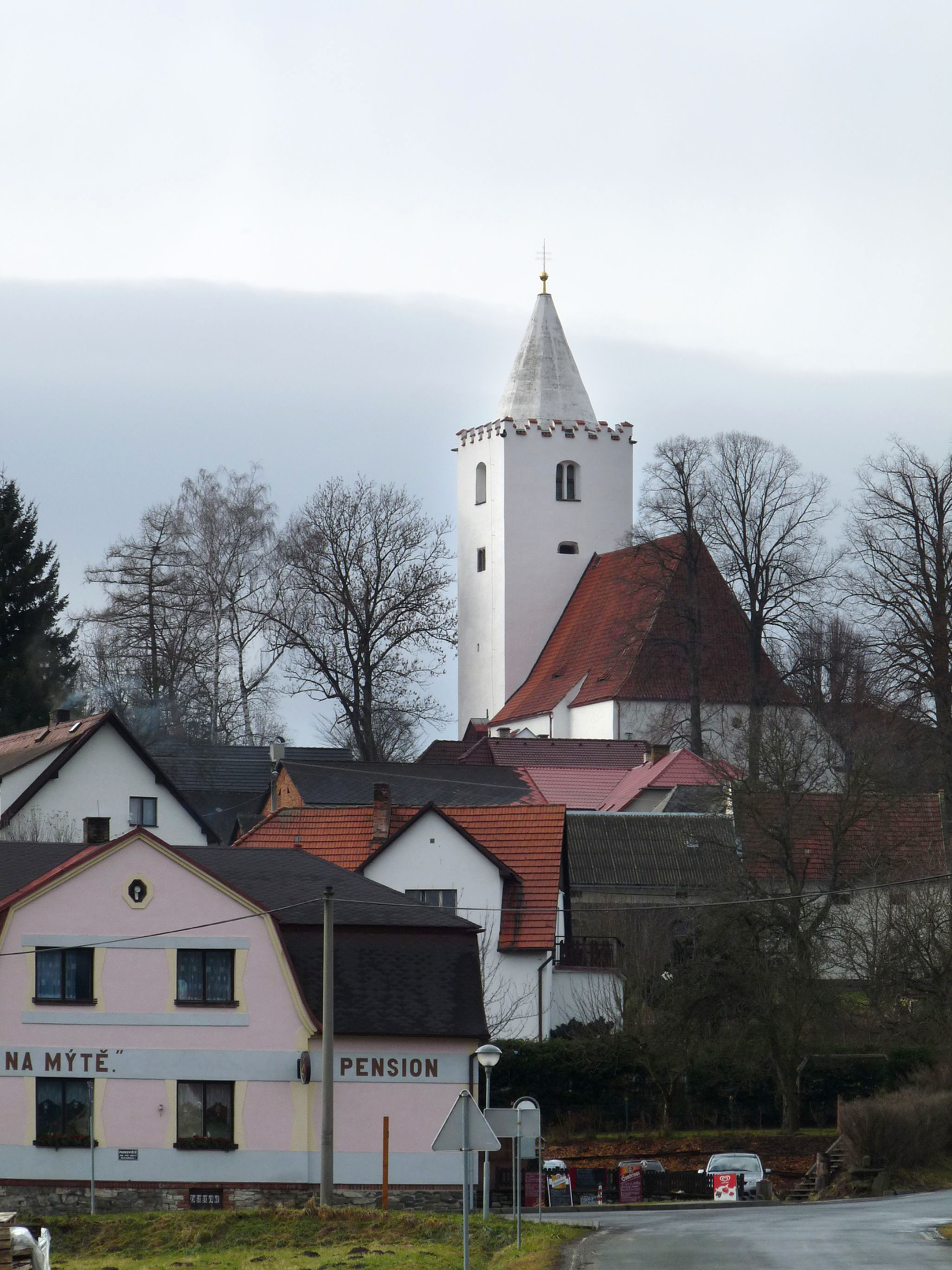
Farní kostel sv. Petra a Pavla v Petrovicích.
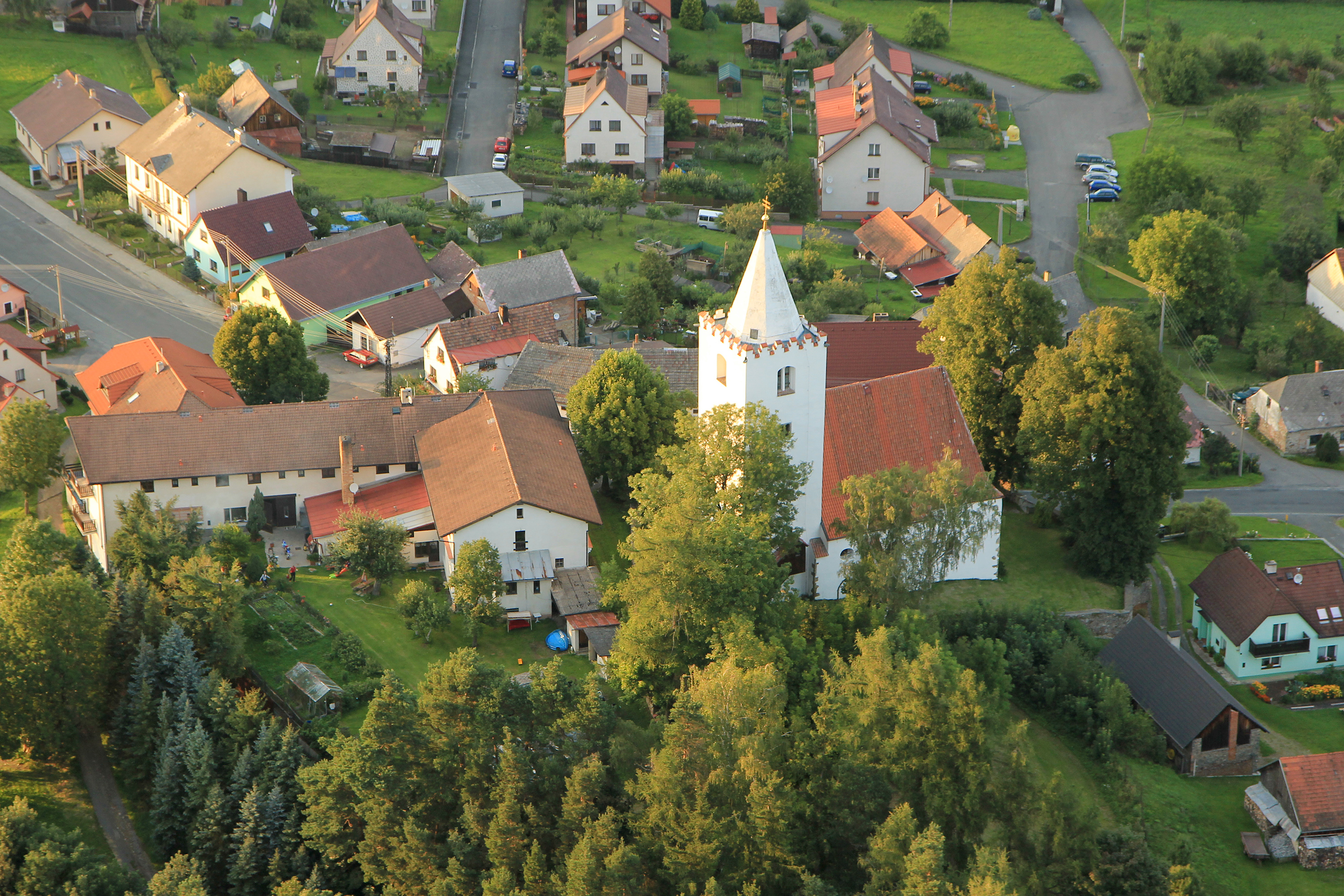
Letecký pohled na kostel.